# Куфльовський Валерій Іванович
Куфльовський Валерій Іванович — народився 1 березня 1959 року в селі Велика Яромирка Хмельницької області Смотрицького району (зараз - Хмельницький район) — літератор, видавець і краєзнавець, член Національної спілки краєзнавців України з 2020 року.

## Біографія
У 1984 році закінчив Чернівецький університет ім. Юрія Федьковича за спеціальностями романо-германської філології та журналістики.
У 1984—2000 рр.. працював учителем романо-германської філології у школі № 4 м. Городка Хмельницької області.
У 1996—2000 рр.. був обраний депутатом до Городоцької міської ради.

## Громадсько-політична діяльність
1990-го року Валерій Іванович Куфльовський зустрівся із земляком з села Великі Яромирки, вчителем Немиринецької середньої школи Василем Васильовичем Костишиним, який став ініціатором заснування Городоцької районної організації Народного Руху України (НРУ).
У місті Городку осередок НРУ був заснований за участі Станіслава Бучковського, Станіслава Грабовського, Ігоря Жолобайла, Анатолія Балицького, Станіслава Гуменюка, Олександра Стефанюка, Бориса Івасюка, Віктора Мельника, Валерія Куфльовського та інших учасників з верстатобудівного заводу та учителів шкіл, які приєдналися також. Зв'язок районної організації НРУ здійснювався через члена Обласного проводу В. Куфльовського. Практичний інструктаж від центрального проводу здійснював голова управи Хмельницького крайового проводу Анатолій Тарасюк .
Валерій Куфльовський одночасно також був членом Хмельницького обласного проводу НРУ. Після смерті В’ячеслава Чорновола учасник технологічних процесів у виборчому праві він став безпартійним.
На переломі 19-го та 20-го століть В. Куфльовський брав участь у групах підтримки кандидатів на посади різних рівнів, зокрема кандидатів у депутати Верховної Ради України. Для роботи з виборчими технологіями він пройшов спеціальні курси з виборчої справи і отримав відповідний документ. Залежність від політичної ідеології впливала мало на прийняття рішень чи симпатій, все залежало від світогляду технолога. Визначальними були законодавчі нормативи, які переходити означало порушувати закон і нести відповідальність.
15 січня 2019 року у музеї історії міста Хмельницького відбувся круглий стіл під назвою «ОУН і Степан Бандера як символи боротьби за незалежність України», присвячений 90-річчю створення ОУН та 110-річчю з дня народження Степана Бандери. У ньому взяли участь науковці, викладачі вищих навчальних закладів міста, представники громадських організацій та засобів масової інформації, вчителі загальноосвітніх шкіл, молодь.
У своєму виступі видавець Валерій Куфльовський детально зупинився на біографії Степана Бандери, приділив увагу сім’ї, в якій він народився, розповів про його батьківщину, студентські роки та часи активної діяльності ОУН УПА тощо.

## Видавнича діяльність
Видавнича діяльність бере свій початок від публікації районної поетичної антології «З-понад Смотрича» (Городок, 1993).
Із 1993 року є засновником та головним редактором видавництва «Бедрихів Край». Видав понад 12 книжкових серій. Основні видавничі серії «Творчі вчителі України», «Обдаровані діти України» та серія краєзнавчих видань.
Куфльовський В. І. редагував газети та альманахи. 23 роки керував проєктом «Трансукраїнської газети дитячої творчості «ДОЛОНЬКИ» з моменту виходу літературного додатку ТУГДТ «Долоньки» (Спецвипуск газети «Джерело», 2000 р.).
Цю діяльність можна розподілити за групами виданих книжок  за призначенням і за рубриками.

### Краєзнавчі видання
- Бібліотека «Бедрихів  край» № 1,  де опубліковано краєзнавчий нарис «Лісові воли» Василя Теклюка (1994);
- Василь Теклюк «Дитинство і юність народного генерала» (2001);
- Краєзнавчий збірник «Городок над Смотричем» (2006);
- Збірник «Сергій Миколайович Виноградський і Городоччина»;
- Збірник матеріалів 2-ї Городоцької науково-краєзнавчої конференції «Городок — історичні перспективи. Погляд в минуле і майбутнє» (2008);
- Галина Савіна «Останній поміщик» (2008);
- Збірник легенд рідного краю «Ярмолайова земля» (2008);
- Збірник «Променистий і щирий мій краю (Городок над Смотричем-2)» (2010);
- Іван Безручко «Там, де тече Дністер» (2010);
- Посібник для закладів освіти і культури «Із народної криниці» Любови Сердунич (2010)
- Олексій Тимощук «Війна і Мир снайпера Зайцева» (Нариси, 2011);
- Українська мова у 20-му сторіччі «Тільки б голос твій чути…» Анатолія Подолинного (Нариси, 2011);
- Збірник Сергія Єсюніна «Незнане Поділля» (2012);
- Колодар «Веди України-Русі» (Упорядник С. В. Піддубний, 2013);
- Історична повість з перших років XIX ст. Сильвестра Венжика-Грози «Граф Сцибор на Острівці» (2015);
- Скальський Василь «На зламі епох» (Спогади адміністратора і депутата, 2016);
- Костянтин Дуб «Пломінь кураю: легенди, вірші, спогади» (2018);
- Юрій Земський «Заснування українського модерного націотворення» (2018);
- Краєзнавчий збірник Петра Ямборка «Бедриківці і Новосілка в дзеркалах минувшини і сьогодення» (2021);
- Валерій Рогожніков «Поза чорною сіллю доріг» (2024).

### Антології для школярів
- «В перший клас ідуть зачата»(Частина 1, упорядник Г.Філімонова);
- «Вересень-школярик» (Частина 2, упорядник Г.Філімонова);
- «Мандри з хаткою» (Частина 3, упорядник Г.Філімонова);
- «Подвиг козака Карпа» (Упорядник В.Куфльовський, 2006);
- «Про дикого коня» (Антологія, упорядник В.Куфльовський, 2007);
- «Мала антологія „Чотири загадки“» (Таіландські казки, упорядник В.Куфльовський);
- «Мала антологія „Добридень, школо!“» (Упорядник Г. Є. Філімонова, 2010);
- «А у мене песик є!» (Антологія, упорядник Г.Філімонова);
- «Котик-муркотик» (Антологія, упорядник Філімонова, 2009);
- «Чарівне слово. Екологічні казки» (Упорядник В. Куфльовський, 2012);
- «Казки осені» (Упорядник О. А. Пойда, 2012);
- «Казки Калева і Калевали» (Перекладач і упорядник Ол. Завгородній, 2012).

### Творчі вчителі України
- Теклюк В. «Добридень, школо!» (1995);
- Барчишин В. "В перший клас ідуть зайчата (1994);
- Кравчук В. «Любов і біль землі моєї» (1997);
- Болюх Р."Жертовний вогонь (1998);
- Байталюк В. «На околиці літа» (2007);
- Грицик М. «Калинові китайки» (2007);
- Федоренко В. «Чарівні зернятка» (2010);
- Ференс Г. «Душі так хочеться тепла» (2011);
- Сердунич Л. «Дві барви» (2011);
- Якимець Т. «Ромашкова доля» (2012);
- Бучківська Є. «По той бік дощів» (2012);
- Миронюк О. «Босоніжки для попелюшки» (2012);
- Зелінська Т. «Сонячна мандрівка» (2013);
- Горлей В. «Будь для мене загадкою» (2013);
- Вакуловська Т. «На крилах любові» 2015).

### Обдаровані діти України
- Посітко О. «Діти сонця» (2003);
- Якимець Л. «Дванадцять місяців» (2003);
- Волос В. «Символ України». (2005);
- Горицвіт В. «Півліта осінь» (2005);
- Куфльовська В. «Зернини висіваю на любов» (2006);
- Якимець Л. «На високій кручі» (2007);
- Пелехацька С. «Дивись — і полюбиш…» (2007);
- Худенко В. «Розповідь кленового листочка» (2007);
- Півницька С. «Серенада снігопаду»(2010);
- Забуранна М. «У кожного своє „Я“» (2009);
- Блендюк Б. «Дума про Україну»;
- Грицух І. «Чарівний батіжок»(2010);
- Салюк І. «Моє дитинство золоте» (2011);
- Дармостук І. «Мій світ, в якому я живу» (2011);
- Полубко Т. «Зоряні мережива» (2011);
- Діденко Л. «Краяночка» (2011).

### Творчість українських авторів для дітей
- Бендюг В. «Юрко-рибалка» (1996);
- Воньо М. «Літаюча квітка» (1996);
- Зубар В. «Пролісок» (1996);
- Гончарук В. «Є у мене парасоля» (1997);
- Жухевич Б. «Білчині горіхи» (1998);
- Коляновський А. «Нерідний дід» (1999);
- Жухевич Б. «Довгий тиждень» (2003);
- Маліш П. «Чому вовк без сорочки» (Казки, 2003);
- Юзва Р. «Ключики»(2005);
- Жухевич Б. «Добра душа» (2006);
- Клец М. «Чом-чому зелен-пломінь» (2006);
- Загрійчук А. «Різдвяне віконечко» (1998, 2008);
- Свідзінський В. «Чарівна сопілка» (2009);
- Жухевич Б. «Добра душа» (2009);
- Жухевич Б. «Смачна вода» (2010);
- Звірик А. «Петрикові коні» (2010);
- Куліш-Зіньків Л. «Малював олівчик» (2011);
- Горбатюк В. «Хто перший?» (2011);
- Мосендз Л. «Засів» (2011);
- Іщенко М. «Хлопчик Мить» (2011);
- Гончарук В. «Соняхи у казковому городі» (2012);
- Караскевич-Ющенко С. «На краю степу» (2012);
- Лятуринська О. «Знаю казку» (2012);
- Цісельска Л. «Дари Купали або вечорниці» (2012);
- Височанський О. «Будь уважним скрізь і всюди» (2012);
- Ладижець В. «Таємниця хлопчика Прокопчика» (2012);
- Піддубний С. «Про Ора-лихобора» (2013);
- Будяк Ю. «Співаночки-стьожечки» (2013);
- Черкасенко С. «Батьківська бандура» (2013);
- Зорік В. «От історія яка про умільця їжачка» (2014);
- Збірник Балюка Л. «Казки рідного краю» (2015);
- Нечитайло В. «Хліб від зайця» (2010).

### Творчість подільських авторів
- Теклюк В. «На околиці»(1996);
- Гірник П. «Вибране» (1996);
- Грель Ж. «Зупинилась вічність» (1996);
- Клец М. «Крила неземні» (1996), «Таємничість» (1996);
- Бубен І. «Зелен клен шепотить…» (1997);
- Коляновський А. «Очима пам'яті. Вибране» (1997);
- Радішевська О. «Мелодія незримих чарів» (1997);
- Севернюк Т. «Пам'ять води» (1997);
- Гончарук В. «Три місяці красного літа» (1998);
- Грицик М. «Вклонись Україні» (1998), «Салют перемоги» (1999), «Назустріч долі» (2000). ;
- Жухевич Б. «Погляд з осені» (1998), «Шрами на дереві» (2010), «Щастя в пору осені» (2012);
- Прокоф'єв І. «Відблиски» (1998);
- Гончарук В. «Батьків годинник», «Холодний попіл» (1999), «Фіалочка» (20000);
- Олійник І. «Дим весняних мрій» (1999);
- Ненцінський А. «Це не ваше тіло!» (2000);
- Клец М. «Біль» (2000), «Розкуті октави» (2001), «Срібло повного місяця» (2003);
- Барчишин В. «Ти серця мого половинка» (2001);
- Думний М. «Життя народжує пісні» (2003);
- Коляновський А. «Квінтет»(2003), «Сміх під страхом», гуморески. (2005, 2016);
- Яворський А. «Зате вільні будем» (2003);
- Чорний А. «Буде свято». (2007);
- Миронюк О. «Приходьте на весілля» (2007) «Босоніжки для попелюшки» (2012);
- Пожоджук Д. «За ким плачуть флояри» (2009);
- Іщенко М. «Цілющою сльозою» (2010), «Богиня таємниць» (2012).;
- Сторожук В. «Голос трави» (2010);
- Сойко В. «Є на світі ще серця» (2009);
- Загрійчук А. «У голубиній висі» (2010);
- Суховецький М. «Мистецтво копати картоплю» (2010);
- Бірюков В. «На землі ми тільки вчимося жити» (2012);
- Городинська О."Колір душі" (2012);
- Якимець Т. «Ромашкова доля» (2012);
- Бобрович В. «Щоденник сотника Устима» (2014);
- Напіткин В. «Непровінція» (2016);
- Вінничук В. «Наше місце» (2020);
- Салій І. «Щасливе літо правило весілля» (2021);
- Салій І. «Пух кульбаби» (2023).

## Авторська діяльність
Творчість Валерія Куфльовського офіційно стартувала сон-притчею «Він і Вона» (1993 р.) у «Подільських вістях» з  подачі Броніслава Грищука.
У творчому доробку Валерія Івановича Куфльовського вірші, новели, притчі, нариси, дослідницькі статті, які публікувалися:
- у газетах «Джерело», «Городоцький вісник», «Нове життя», «Подільські вісті», «Пробудження», «Проскурів», «Дунаєвецький вісник»;
- у літературних газетах: «Гарний настрій»; ТУГДТ «ДОЛОНЬКИ»;
- у літературних збірках: «Літературна громада», «Медобори», «Хмельницькі краєзнавчі студії», «Краєзнавці Хмельниччини».

В авторському доробку: «Символи української національної ідентичності» (2019, видання друге збагачене — 2022 р.); «Українські етюди з життя міста Хмельницького», (2019), «Підстави та мотиватори поведінки українців. Портрети подолян»(2020), «Доктрина словен та українська дійсність. Реальна полеміка»
(2021), «Українсько-подільські етюди. Портрети подолян» (видання друге, 2022), «Герольдія і суспільство» (2022).

## Відзнаки та нагороди
Куфльовський Валерій Іванович кількаразово ставав лауреатом Одеського конкурсу «Українська мова — мова єднання» за публікації та книжкові видання (2015, 2016, 2017, 2018 рр.). Отримав «Почесну Грамоту» Центру досліджень історії Поділля, як редактор видавництва «Бедрихів край» від 27.02.2009 року за активну участь у краєзнавчих дослідженнях Городоччини та сприянні у виданні науково-краєзнавчих збірників та іншої краєзнавчої літератури. Брав участь У Хмельницькому обласному конкурсі  НСКУ на премію Володимира Гериновича (2022 р.). Також нагороджений Почесною Грамотою з  нагоди 20-ї річниці створення Народного Руху України за Перебудову. (Київ, вересень, 2009 року).

## Співпраця

### з вченими-істориками
О. Будзеєм, С. Піддубним, Р. Саввовим, С.Єсюніним, Д. Красносілецьким, В. В. Галатиром, М. Кабачинським, Ю.Земським, 
В. Прокопчуком, І. Сварником.

### з літературними редакторами
П. Гірником, І. Олійник, М. Клецем, Т. Якимець, П. Даниляком, О. Щегельською, С. Кельбус.

### з упорядниками
Г. Філімоновою, О. Кльоцом, П. Даниляком.

### з художниками
Л. Мазур, В. Качуровським, Н. Гуляєвою, О. Городинською, Д. Власійчуком, С. Денисенко.

### з технічними редакторами
О. Тимощуком, Г. Філімоновою, А. Стембльовським, А. Стрихарем.
У громадському житті автор і краєзнавець, літератор та громадський активіст Валерій Іванович Куфльовський бере участь у Круглих столах під керівництвом Управління культури та туризму Хмельницької міської ради, у зібраннях Хмельницької міської літературної спілки «Поділля» та Конгресу літераторів України. Також мав виступи у хмельницькому клубі «Краєзнавець», що часто відбувається на базі Хмельницької гуманітарно-педагогічної академії та Хмельницького національного університету, Хмельницької обласної бібліотеки для юнацтва та Хмельницької обласної універсальної наукової бібліотеки.
Обов'язково бере участь у роботі засідань Хмельницької міської та обласної організацій Національної спілки краєзнавців України.
Свідченням такої роботи є публікації у випусках «Хмельницьких краєзнавчих студій».

## Рецензії, огляди
1. Весела Л. Чому мова спадщина тисячоліть? / Л. Весела //Дунаївецький вісник. – 2024. – 25 квіт. – №17. – С. 3.
2. Ільїнський В. Думки з приводу… / В. Ільїнський // Хмельницькі краєзнавчі студії. В. 22. — Хмельницький, 2019. — С. 205—2012.
3. Крамар С. Українська політична еліта: «булава» або зрада / С. Крамар // Хмельницький: ФОП Стрихар А. М., 2021. — С. 314.
4. Красносілецький Д. Рецензія на публіцистично-краєзнавчу працю краєзнавця Поділля Валерія Куфльовського «Українсько-подільські етюди. Портрети подолян» / Д. Красносілецький // Хмельницькі краєзнавчі студії. В. 37. — Хмельницький, 2022. — С. 271.
5. Красносілецький Д. Рецензія на публіцистичну історико-краєзнавчу працю краєзнавця Поділля Валерія Куфльовського «Символіка української національної ідентичності» / Д. Красносілецький // Хмельницькі краєзнавчі студії. В. 38. — Хмельницький, 2022. — С. 244—245.
6. Піддубний С. Рецензія. Щоб з нашою національною пам'яттю було все гаразд / С. Піддубний // Хмельницькі краєзнавчі студії. В. 32. — Хмельницький, ФОП Стрихар А. М., 2021. — С. 219—220.
7. Піддубний С. Щоб з нашою національною пам'яттю було все гаразд / С. Піддубний // Літературна громада. Т. 5. — Житомир: Бук-Друк, 2021. — С. 246—247.
8. Прокопчук В. «Символи української національної ідентичності» Валерія Куфльовського — посібник для нинішніх і наступних поколінь / В. Прокопчук // Городоцький вісник, 2022. — 2 верес. — № 34. — С. 4.
9. Прокопчук В. «Символи української національної ідентичності» Валерія Куфльовського: посібник для нинішніх і наступних поколінь / В. Прокопчук // Хмельницькі краєзнавчі студії. В. 38. — Хмельницький, 2022. — С. 240—244.
10. Салій І. Валерій Куфльовський про державну символіку / І. Салій // Хмельницькі краєзнавчі студії. В. 39. – Хмельницький : ФОП Стрихар А. М., 2022. – С. 214-216.
11. Салій І. Символіка у грунтовних фактах / І. Салій // Городоцький вісник. — 2019. – 28 чер. – С.8.
12. Стрельбицький М. Сторожук на сторожі екоетики / М. Стрельбицький // Вінницький край. — 2011. — № 1.
13. Шостацька Л. Мої враження про книгу / Л. Шостацька // Хмельницькі краєзнавчі студії. В. 25. — Хмельницький, 2020. — С. 225—228.

## Про автора
1. Бедрихів край // Форум видавців-дітям. Каталог 8-10 травня 2008р. — Львів, 2008. — С. 12, 28, 29.
2. Бірюк Л. До 30 річчя Народного Руху України. Народження, шляхи становлення і діяльності. З архіву організації, публіцістика, спогади (1989-1990-1991) / Л. Бірюк. – Тернопіль : Підручники і посібники, 1019. – С. 187, 248.
3. Весела Л. З увагою до творчості дунаївчан / Л. Весела // Дунаївецький вісник. — 2023. — 30 берез. — № 13. — С. 3.
4. Городок над Смотричем: альманах // Городок. — Бедрихів край, 2006. — С. 320—321.
5. Кльоц О., Свінц В. Поступ та розвиток ділової та творчої енергії видавця, краєзнавця і літератора Валерія Куфльовського / В. І. Куфльовський // Теофіл Ортолоґ – син східної церкви або просування церковно-словенської мови в україні в XVII-XIX ст. – Городок : Бедрихів край, 2024. – С. 44-63.
6. Красносілецький Д. Творча діяльність та громадська активність Валерія Куфльовського / Д. Красносілецький // Хмельницькі краєзнавчі студії. В. 44. – Хмельницький : ФОП Стрихар А. М. , 2024. – С. 119-131.
7. Матвіюк К. І ми цей шлях пройшли / К. Матвіюк. – Хмельницький : ФОП Сторожук О. В., 2018. –С. 401.
8. Куфльовський В. І. Ми народились в Україні / В. І. Куфльовський // Українсько-подільські етюди. Портрети подолян. – Городок : Бедрихів край, 2022. – С. 90-95.
9. Куфльовський В. І. Спогади депутата Городоцької міської ради 1996-2000 рр. / В. І. Куфльовський // Українсько-подільські етюди. Портрети подолян. – Городок : Бедрихів край, 2022. – С. 96-100.
10. Куфльовський В. І. Становлення національної свідомості (спогад) / В. І. Куфльовський // Українсько-подільські етюди. Портрети подолян. – Городок : Бедрихів край, 2022. – С. 83-89.
11. Куфльовський В. І. Українські етюди з життя міста Хмельницького: оповідання, нариси, притчі / В. Куфльовський. – Городок, Бедрихів край, 2019. – С. 17-82.
12. На службі української науки і краєзнавства // Бібліографічний довідник членів Хмельницької обласної організації Національної спілки краєзнавців України. В. 1. — Хмельницький, 2023. — С. 125-126.
13. Слободянюк П., Клюс І. Народний Рух України на теренах Хмельниччини / П. Слободянюк, І. Клюс І. – Житомир: Бук-Друк, 2021. – С. 69.

## Публікації
1. Куфльовський В. Бібліотека: моя перша школа і моя перша любов / В. Куфльовський // Хмельницькі краєзнавчі студії. В. 44. – Хмельницький : ФОП Стрихар А. М. , 2024. – С. 132-140.
2. Куфльовський В. Від захисту рідної землі-до захисту рідної країни / В. Куфльовський // Городоцький вісник. – 2016. – 19 серп. – С.3.
3. Куфльовський В. Відомий учений-історик, офіцер, педагог, волонтер. Громадський діяч (доктор історичних наук, професору Миколі Кабачинському — 55) / В. Куфльовський // Краєзнавець Хмельниччини, науково-краєзнавчий збірник. В. 12. — Кам'янець-Подільський: Кам'янець-Подільський національний університет імені Івана Огієнка, 2019. — С.185-194.
4. Куфльовський В. Віктор Муха – перекладач і щирий друг / В. Куфльовський // Хмельницькі краєзнавчі студії. В. 28. – Хмельницький, 2020. – С. 220-226.
5. Куфльовський В. Герольдія і суспільство / В. Куфльовський // Хмельницькі краєзнавчі студії. В. 38. – Хмельницький, 2022. – С. 135-141.
6. Куфльовський В. «Голоси з-понад Смотрича» – перша районна антологія на Поділлі, в Україні / В. Куфльовський // Хмельницькі краєзнавчі студії. В. 31. – Хмельницький, 2021. – С. 230-235.
7. Куфльовський В. Городок в кар’єрі Олексія Телеги / В. Куфльовський // Бедрихів край. – 1994. – червень. – №1. – С. 1-2.
8. Куфльовський В. Гроно співців Поділля та творча лабораторія подолянина і перекладача Петра Даниляка / В. Куфльовський // Хмельницькі краєзнавчі студії. В. 25. – Хмельницький, 2020. – С. 189-192.
9. Куфльовський В. І. Доктрина словен та українська дійсність. Реальна полеміка: написи / В. І. Куфльовський. — Городок: Бедрихів край, 2021. — 136 с.
10. Куфльовський В. Іван Іванович Сварник – архівіст, сфрагіст, геральдист, джерелознавець, бібліограф, а ще перекладач, викладач, редактор і… захисник архівної спадщини / В. Куфльовський // Хмельницькі краєзнавчі студії. В. 41. – Хмельницький : ФОП Стрихар А. М., 2023. – С. 127-142.
11. Куфльовський В. Історична правдивість національного прапора / В. Куфльовський // Городоцький вісник. – 2018. – 18 серп. – №34. – С.8, 15.
12. Куфльовський В. Краєзнавець Гжимайло - літописець Красилова / В. Куфльовський // Хмельницькі краєзнавчі студії. В. 45. – Хмельницький, 2024. – С. 230-246.
13. Куфльовський В. Краєзнавче видання «Чорноострівщина – край лебединний» закликає до роздумів / В. Куфльовський // Хмельницькі краєзнавчі студії. В. 42. – Хмельницький : ФОП Стрихар А. М. , 2023. – С. 223-226.
14. Куфльовський В. Літературна Городоччина (К. Поліщук) / В. Куфльовський // Городоцький вісник. – 2016. – 5 серп. – С.8.
15. Куфльовський В. Літературна Україна (П. Богацький) / В. Куфльовський // Городоцький вісник. – 2016. – 21 жовт. – С.8.
16. Куфльовський В. Менеджер культури Віктор Пасєка. Збудування і встановлення органа.. ХКС, випуск 35, Хмельницький, 2022. с.173-183.
17. Куфльовський В. О темпора, о морес! Або про Дух часу в старому Плоскирові-Проскурові / В. Куфльовський // Хмельницькі краєзнавчі студії. В. 36. – Хмельницький, 2022. – С. 222-227.
18. Куфльовський В. Один зі ста синів Подільської землі / В. Куфльовський // Городоцький вісник. – 2003р. – 12 лип. – №28. – С. 3.
19. Куфльовський В. Олексій Телега і Городок / В. Куфльовський // Городоцький вісник. – 2016. – 29 квіт. – С.6.
20. Куфльовський В. Отець Олександр з Сирватинець / В. Куфльовський // Праці Хмельницького церковно-історичного товариства. В. 4. — Хмельницький, 2021. — С.150-155.
21. Куфльовський В. Піонер літературного краєзнавства / В. Куфльовський // Хмельницькі краєзнавчі студії. В. 23. – Хмельницький, 2019. – С. 205-209.
22. Куфльовський В. Притча дорожна / В. Куфльовський // Дунаєвецький вісник. – 2023. – 21 груд. – №51. – С.7.
23. Куфльовський В. Притчі: Притча городньо-садова, Притча виборча / В. Куфльовський // Камертон. – 2025. – №1-2. – С.74-76.
24. Куфльовський В. Про героїв і легіонерів у місті Хмельницькому / В. Куфльовський // Хмельницькі краєзнавчі студії. В. 19. – Хмельницький, 2019. – С. 231-236.
25. Куфльовський В. Редакційні вчителі або освітяни у редакції райгазети / В. Куфльовський // Городоцький вісник. – 2016. – 21 жовт. – №42. – С.3.
26. Куфльовський В. Сергій Феодосьєв — патріот землі Подільської у спогадах, публікаціях, дослідженнях друзів і побратимів / В. Куфльовський // Краєзнавець Хмельниччини, науково-краєзнавчий збірник. В. 13. — Кам'янець-Подільський: Кам'янець-Подільський національний університет імені Івана Огієнка, 2019. — С.150-155.
27. Куфльовський В. Символи української національної ідентичності / В. Куфльовський // Хмельницькі краєзнавчі студії. В. 18. – Хмельницький, 2018. – С. 147-167.
28. Куфльовський В. І. Символи української національної ідентичності / В. І. Куфльовський. — Городок: Бедрихів край, 2019. — 80 с.
29. Куфльовський В. Срібний голос Олени Леонової: на сценах Хмельницького та Европи / В. Куфльовський //Всеукраїнська науково-практична конференція «Місто Хмельницький в контексті історії України» (До 590-річчя від першої писемної згадки про місто) – Хмельницький : ФОП Стрихар А. М., 2021. – С.442-449.
30. Куфльовський В. Сучасне кобзарство Хмельниччини та подільський майстер та педагог бандури Микола Іванович Босенко і його послідовники / В. Куфльовський // Матеріали XVI Подільської наукової історико-краєзнавчої конференції (27-28 листопада 2020 року). — Хмельницький, 2020. — С.376-383.
31. Куфльовський В. І. Теофіл Ортолог – син Східної церкви або Просування церковно-словенської мови в Україні в XVII-XIX ст. / В. І. Куфльовський. // Вісник державного архіву Хмельницької області «Подільська старовина». — № 1. — Хмельницький, 2023. — С. 78-93.
32. Куфльовський. В. І. Теофіл Ортолоґ – син східної церкви або просування церковно-словенської мови в україні в XVII-XIX ст. / В. І. Куфльовський. – Городок : Бедрихів край, 2024. – 64 с.
33. Куфльовський В. І. Українські етюди з життя міста Хмельницького: оповідання, нариси, притчі / В. І. Куфльовський. — Городок: Бедрихів край, 2019. — 88 с.
34. Куфльовський В. І. Українсько-подільські етюди. Портрети подолян: нариси / В. І. Куфльовський. — 2-ге вид., доп. — Городок: Бедрихів Край, 2022. — 268 с. : фото.
35. Куфльовський В. Хмельницька обласна музична спілка та Віктор Пасєка. Управління музичною спілкою, створення симфонічного оркестру та його творча діяльність / В. Куфльовський // Краєзнавець Хмельниччини : науково-краєзнавчий збірник. В. 16. – Хмельницький, 2023. – С. 254-263.